# Pardubicei járás

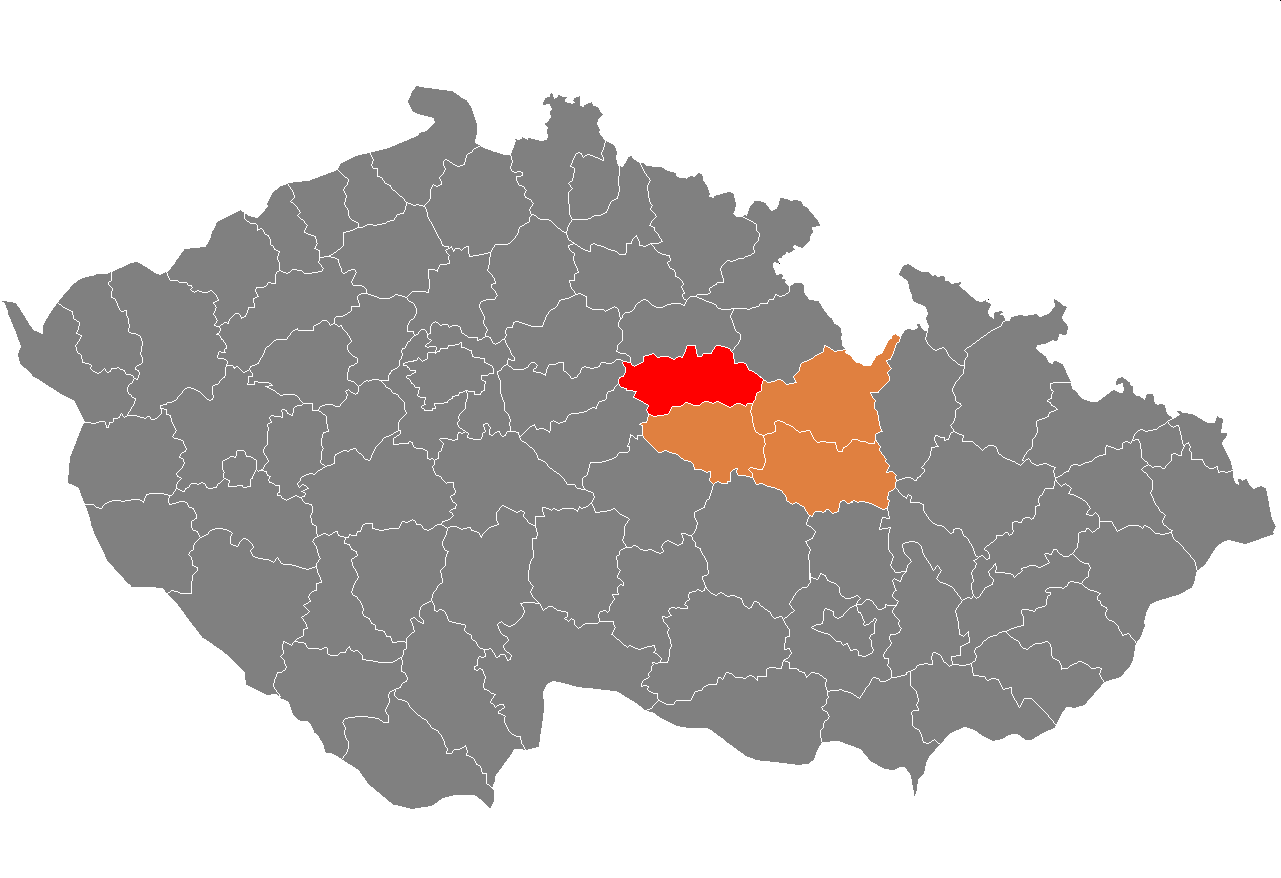
A Pardubicei járás

A Pardubicei járás (csehül: Okres Pardubice) közigazgatási egység Csehország Pardubicei kerületében. Székhelye Pardubice. Lakosainak száma 168 386 fő (2009). Területe 880,09 km².

## Városai, mezővárosai és községei
A városok félkövér, a mezővárosok dőlt, a községek álló betűkkel szerepelnek a felsorolásban.
Barchov •
Bezděkov •
Borek •
Břehy •
Brloh •
Bukovina nad Labem •
Bukovina u Přelouče •
Bukovka •
Býšť •
Časy •
Čeperka •
Čepí •
Černá u Bohdanče •
Choltice •
Choteč •
Chrtníky •
Chvaletice •
Chvojenec •
Chýšť •
Dašice •
Dolany •
Dolní Ředice •
Dolní Roveň •
Dříteč •
Dubany •
Hlavečník •
Holice •
Holotín •
Horní Jelení •
Horní Ředice •
Hrobice •
Jankovice •
Jaroslav •
Jedousov •
Jeníkovice •
Jezbořice •
Kasalice •
Kladruby nad Labem •
Kojice •
Kostěnice •
Křičeň •
Kunětice •
Labské Chrčice •
Lány u Dašic •
Lázně Bohdaneč •
Libišany •
Lipoltice •
Litošice •
Malé Výkleky •
Mikulovice •
Mokošín •
Morašice •
Moravany •
Němčice •
Neratov •
Opatovice nad Labem •
Ostřešany •
Ostřetín •
Pardubice •
Plch •
Poběžovice u Holic •
Poběžovice u Přelouče •
Podůlšany •
Pravy •
Přelouč •
Přelovice •
Přepychy •
Ráby •
Řečany nad Labem •
Rohovládova Bělá •
Rohoznice •
Rokytno •
Rybitví •
Selmice •
Semín •
Sezemice •
Slepotice •
Sopřeč •
Sovolusky •
Spojil •
Srch •
Srnojedy •
Staré Hradiště •
Staré Jesenčany •
Staré Ždánice •
Starý Mateřov •
Stéblová •
Stojice •
Strašov •
Svinčany •
Svojšice •
Tetov •
Třebosice •
Trnávka •
Trusnov •
Turkovice •
Uhersko •
Úhřetická Lhota •
Újezd u Přelouče •
Újezd u Sezemic •
Urbanice •
Valy •
Vápno •
Veliny •
Veselí •
Vlčí Habřina •
Voleč •
Vyšehněvice •
Vysoké Chvojno •
Žáravice •
Zdechovice •
Živanice

## Fordítás
- Ez a szócikk részben vagy egészben  a   Pardubice District című angol Wikipédia-szócikk ezen változatának fordításán alapul.  Az eredeti cikk szerkesztőit annak laptörténete sorolja fel. Ez a jelzés csupán a megfogalmazás eredetét és a szerzői jogokat jelzi, nem szolgál a cikkben szereplő információk forrásmegjelöléseként.
- Ez a szócikk részben vagy egészben  az   Okres Pardubice című cseh Wikipédia-szócikk ezen változatának fordításán alapul.  Az eredeti cikk szerkesztőit annak laptörténete sorolja fel. Ez a jelzés csupán a megfogalmazás eredetét és a szerzői jogokat jelzi, nem szolgál a cikkben szereplő információk forrásmegjelöléseként.